# 尼崎閘門

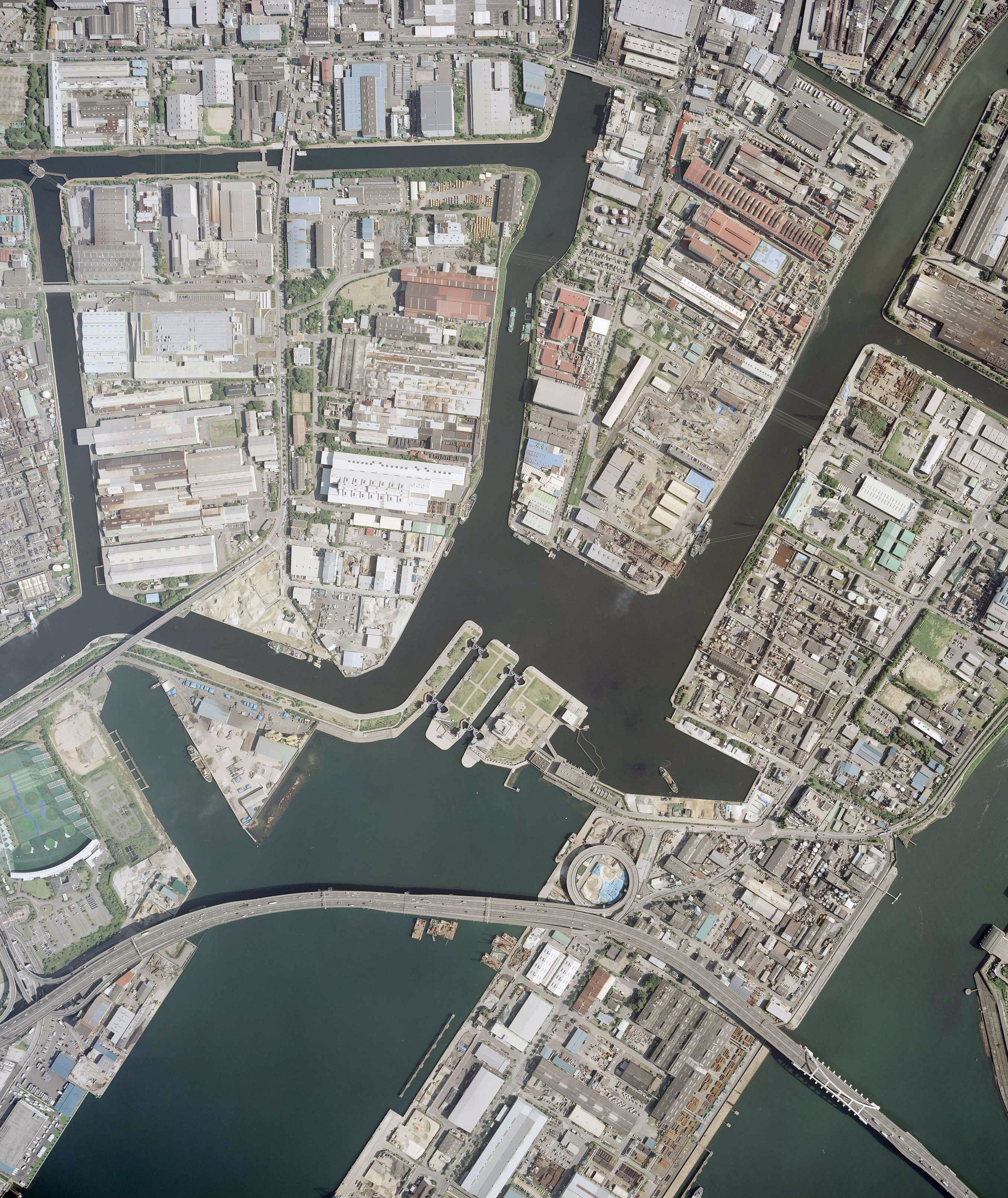
中央が尼崎閘門（尼ロック）　中央上より蓬川、右上より庄下川が流れ込み、臨海部の運河と合流する。下方には大阪湾。　国土地理院 地図・空中写真閲覧サービスを基に作成

尼崎閘門（あまがさきこうもん）は、兵庫県尼崎市臨海部の運河および河川と尼崎港を隔てる閘門。別名・尼ロック。同市の治水・高潮対策と、臨海部の船舶利用を両立させる目的で設置されている。
なお本稿では、閘門建設に関連する臨海部の防潮堤についても併せて述べることとする。

## 歴史

### 閘門建設までの経緯
尼崎市では臨海部において明治後半から工業化が進み、運河等による物流が盛んになると共に、工場による地下水の汲み上げが続けられてきた。その結果地盤沈下が発生し、市内の約1/3（特に南部地域）が海面よりも低い「ゼロメートル地帯」となり、1934年（昭和9年）の室戸台風や1950年（昭和25年）のジェーン台風等による浸水被害を受けるようになった。
浸水対策については尼崎港改修の一環として、兵庫県の工事による防潮堤が1950年までにほぼ完成していたが、前述のジェーン台風被害の経験から、島状の土地ごとに堤防を築く方式ではなく、海岸線全域を覆う大規模な閘門式防潮堤が計画された。これにより運河の物流機能を維持しつつ、高潮や洪水等の浸水被害から地域を守ることが可能となった。
防潮堤の工事分担については大部分が兵庫県の直轄、一部が運輸省第三港湾建設局の委託となり、総工費20億円のうち国が4割、市と県が3割ずつ負担をした。毎年のように水害に見舞われていた尼崎市は、国の提示した5か年計画に対し3か年で工事を実施するため、国・県負担金を一時立て替えることになった。

### 閘門完成・老朽化と改良

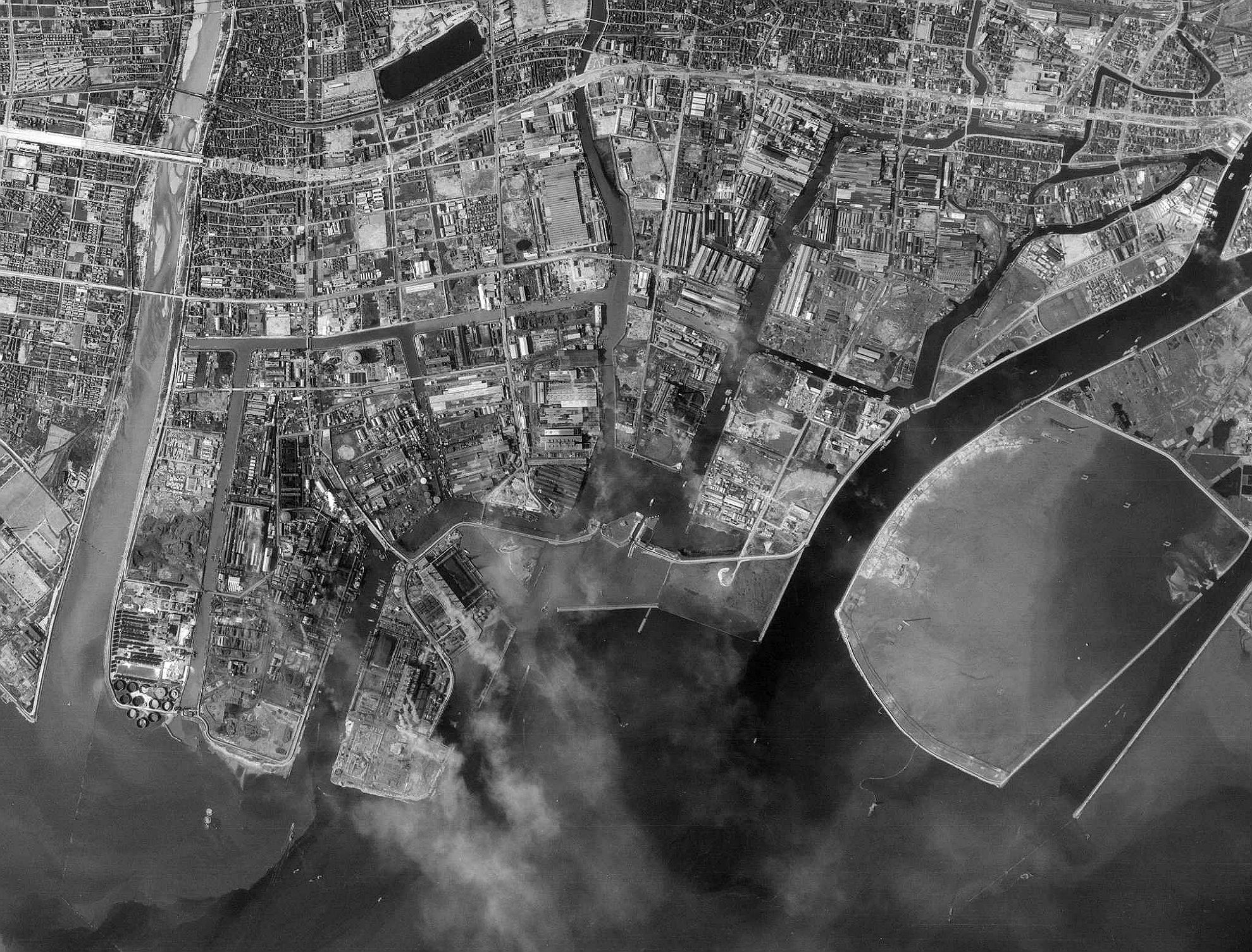
1961年（昭和36年）当時の尼崎市臨海部　1956年（昭和31年）に完成した防潮堤はほぼ当時の海岸線に沿って造られている。中央が閘門。国土地理院 地図・空中写真閲覧サービスを基に作成

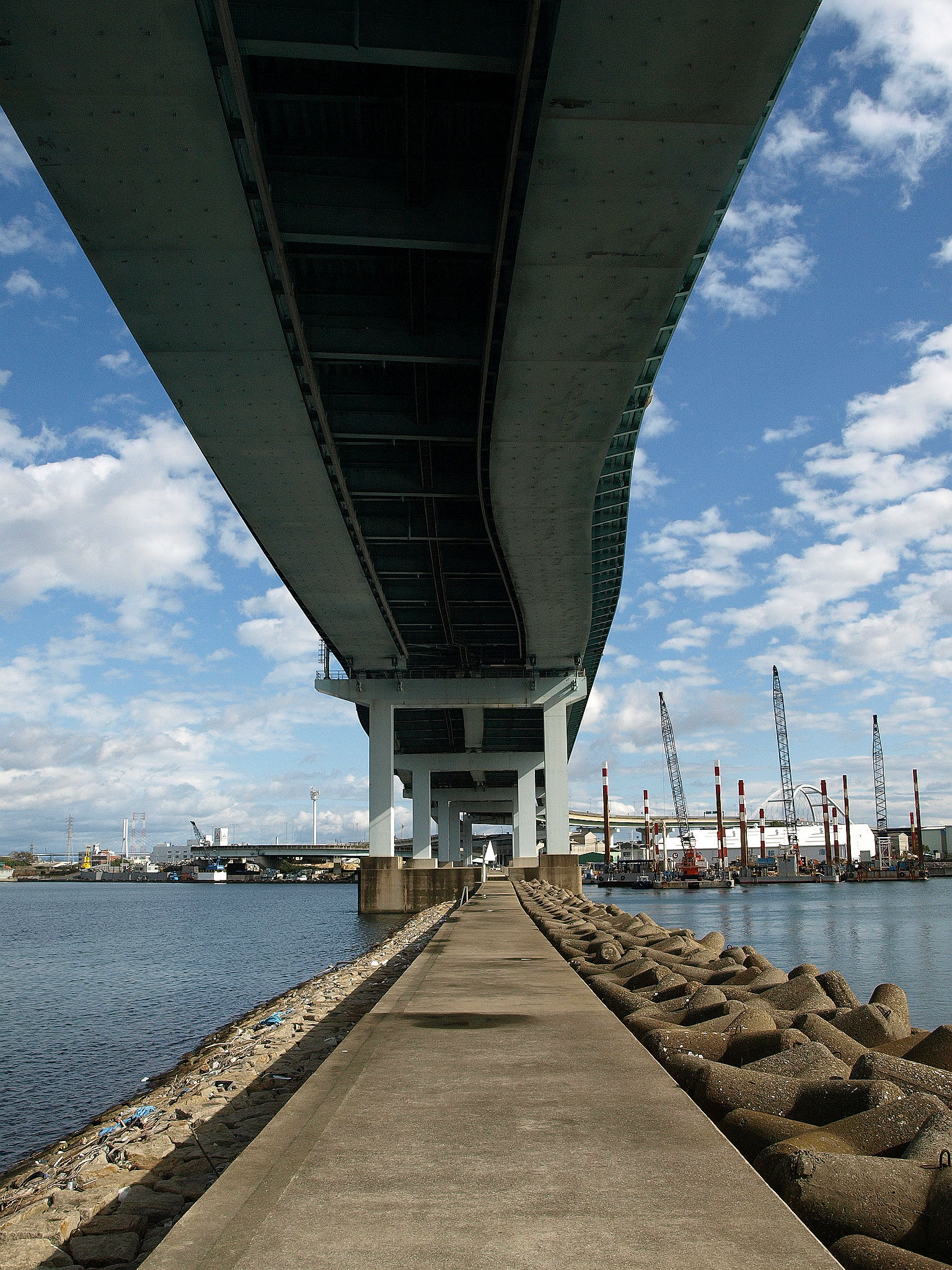
閘門海側に設置された防潮堤　のちに阪神高速湾岸線の高架橋が直上へ架設された。

1951年（昭和26年）2月16日に防潮堤工事が着工。財源確保の問題を抱えつつも、1954年（昭和29年）4月、庄下川下流部分に1,000トン級貨物船でも通過できる大規模閘門（第1閘門）が完成。1956年（昭和31年）3月にはO.P.+6 - 7m、幅5 - 9m、延長12.4kmにおよぶ防潮堤と水門3基・樋門1基も竣工し、1964年（昭和39年）度には第2閘門も完成した。
防潮堤は、建設中の1954年秋から台風による高潮に対し大きな威力を発揮したが、1960年（昭和35年）頃から地盤沈下が進行したため、その後2回に渡る嵩上げ工事を実施し、O.P.+7mを維持した。
また、閘門施設についても施設自体の地盤沈下や老朽化が目立ち始めたため、1986年（昭和61年）度より抜本的な改良工事が実施された。工事は旧閘門を使用しながら行なうため、2基ある閘門を1基ずつ造り替える方式が取られた。
1994年（平成6年）、改良された第2閘門が完成するが、7ヶ月後に阪神・淡路大震災が発生。旧第1閘門は被災し復旧に約1年を要したものの、耐震設計がなされた第2閘門は被害を免れ、地震直後より使用することが可能となった。その後、新第1閘門の完成を経て、2005年に集中コントロールセンター建設を含む全ての改良工事が完了した。

### 年表
- 1954年（昭和29年）4月 - 旧第1閘門が完成[2]
- 1964年（昭和39年）度 - 旧第2閘門が完成
- 1986年（昭和61年）度 - 改良工事着工
- 1994年（平成6年） - 新第2閘門が完成
- 2002年（平成14年） - 新第1閘門が完成
- 2005年（平成17年） - 集中コントロールセンターが完成[5]
- 2012年（平成24年）6月 - 補修工事のため第2閘門が通航止め（2013年3月まで）[6]

## 施設

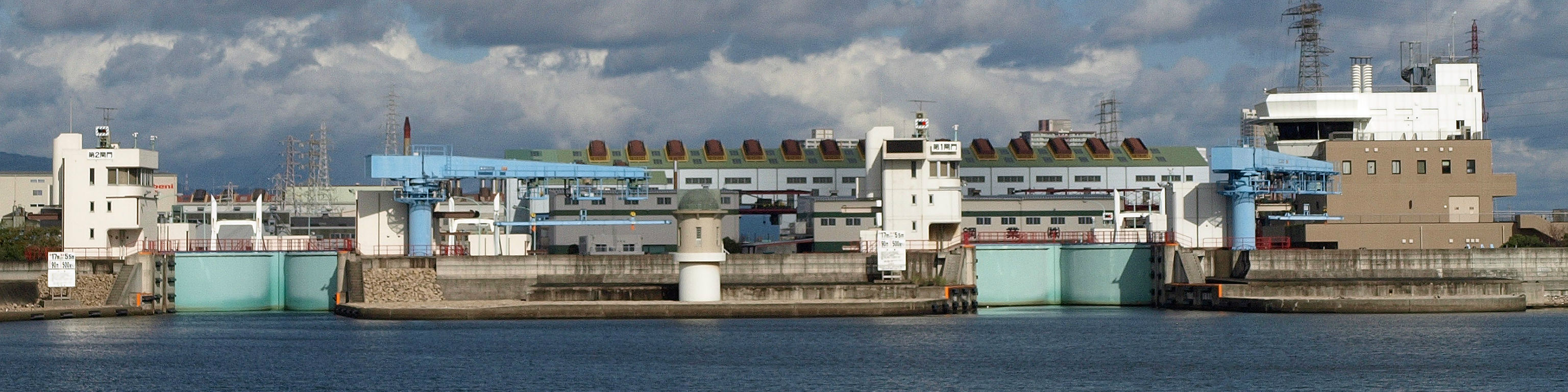
閘門（尼ロック）海側全景　左から「第2閘門」「第1閘門」「集中コントロールセンター」と施設が並んでいる。

### 所在地
- 兵庫県尼崎市西海岸町地先北緯34度42分1.2秒 東経135度23分58.5秒座標: 北緯34度42分1.2秒 東経135度23分58.5秒

### 閘門

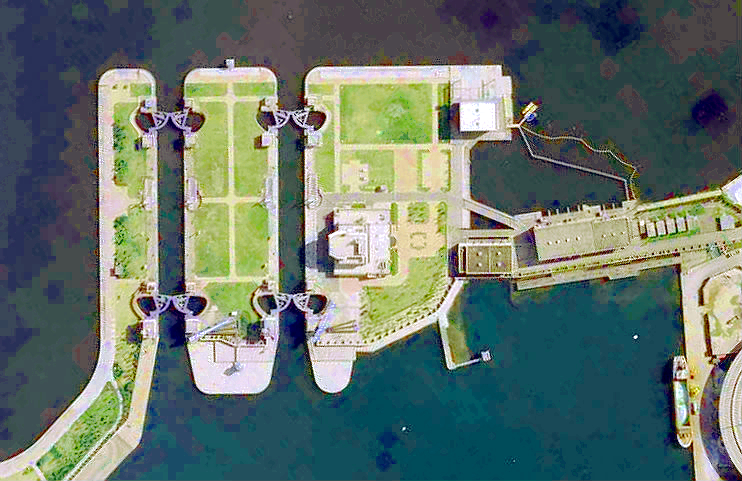
上空からの全景　中央が「集中コントロールセンター」、その左に「第1閘門」「第2閘門」の順に並んでいる。右は「東浜排水機場」。国土地理院 地図・空中写真閲覧サービスを基に作成

臨海部の運河および庄下川・蓬川と、大阪湾を隔てる位置に2基の閘門がある（東：第1閘門、西：第2閘門）。前後の門扉（セクターゲート）を開閉することで水位の差を調節し船舶を通航させるパナマ運河方式を国内で初めて採用した。門扉は扇形をしており、開扉時に中央の隙間からの水流と、門扉の円弧沿いの水流が閘室の中央で打ち消し合うことにより、船舶への波の影響を抑える構造となっている。

#### 諸元
- 閘室幅員：17m
- 閘室長さ：90m
- 閘室深さ：T.P.-6.8m
- 門扉高さ：前扉T.P.+5.7m　後扉T.P.+2.3m
- 門扉重さ：260t（前扉）
- 通常の水位差：1.0m
- 通航可能な船舶：500総t[8]

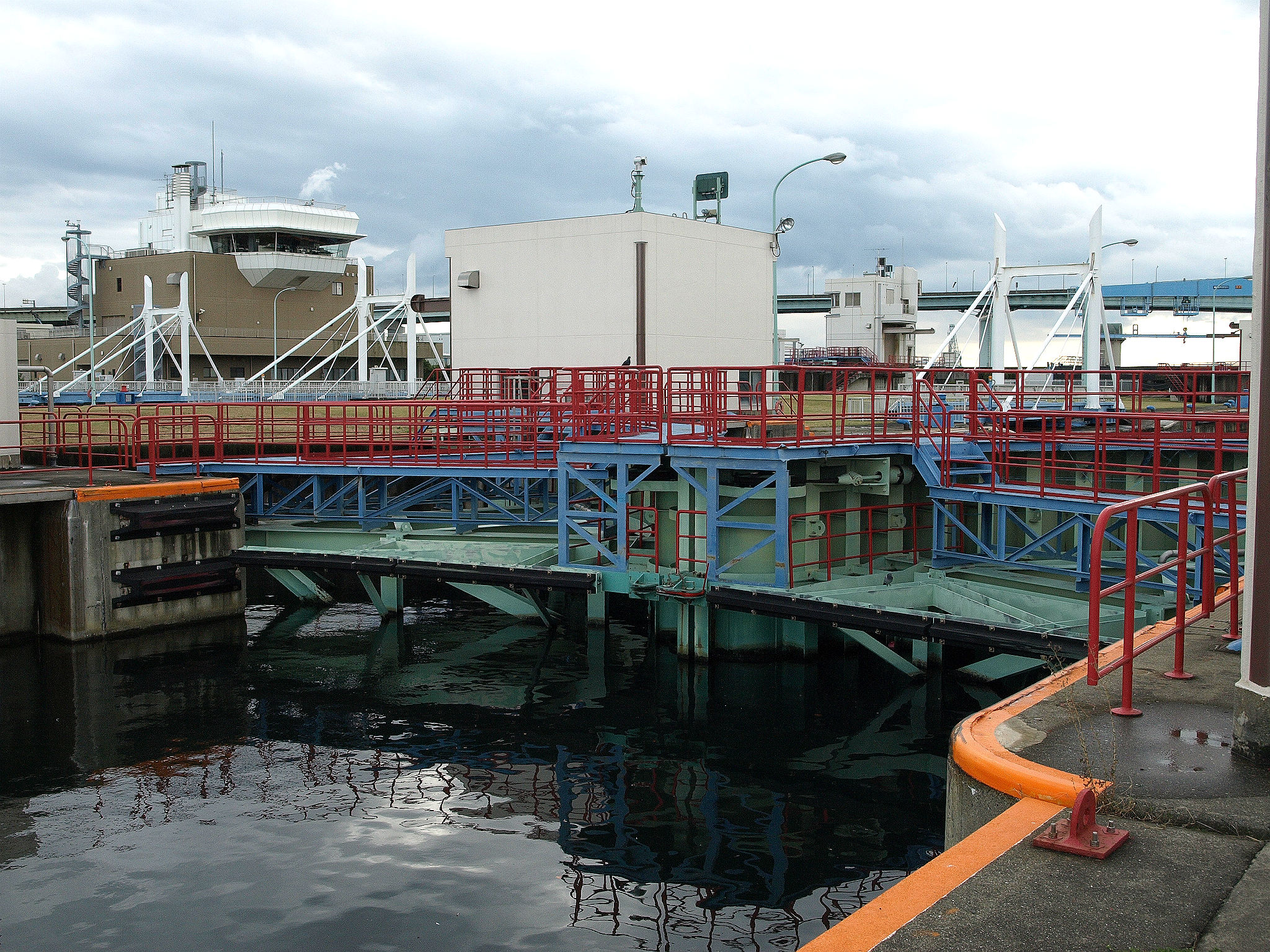
第2閘門　後扉（運河側）
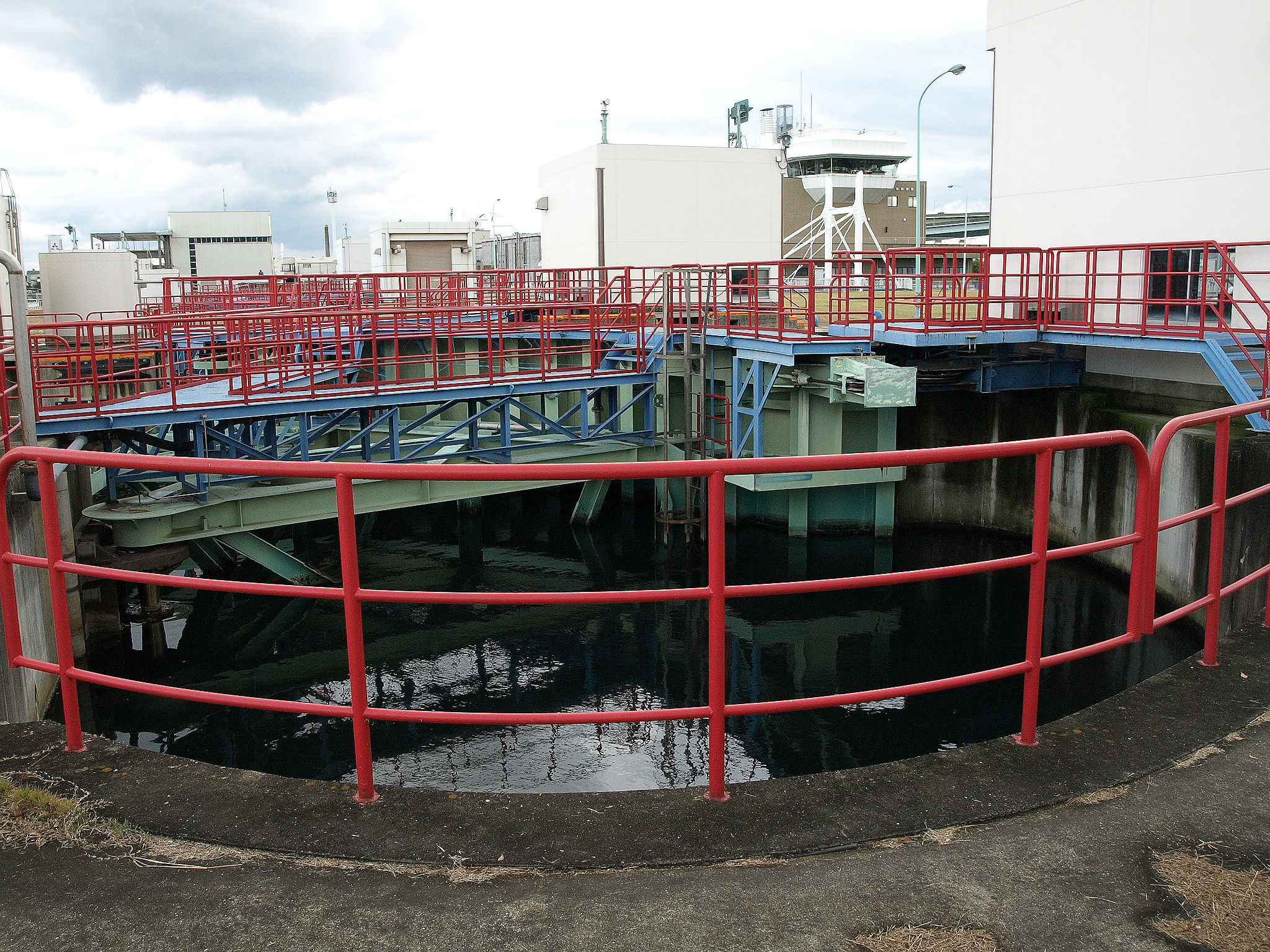
扇形の門扉　左側の軸を中心に回転しながら開閉する。
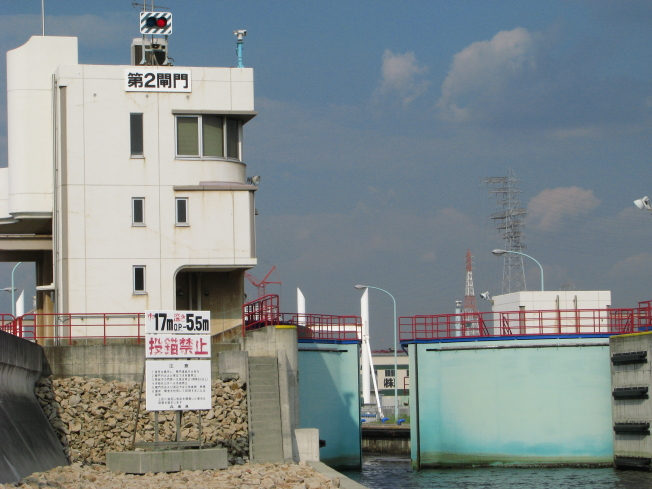
第2閘門前扉（海側）の開扉
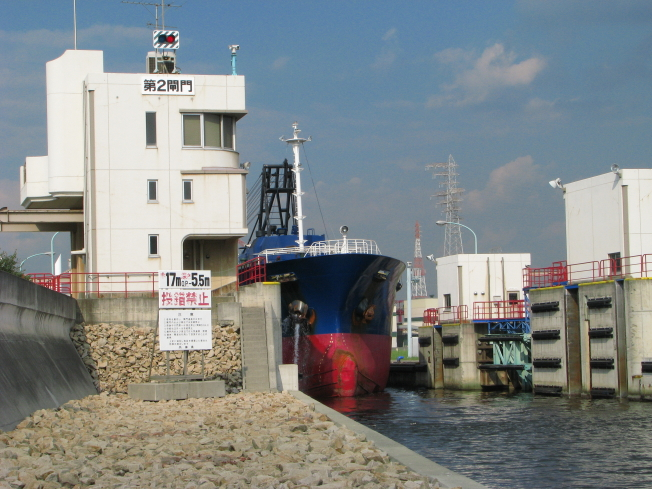
第2閘門より出航する船舶

### 集中コントロールセンター

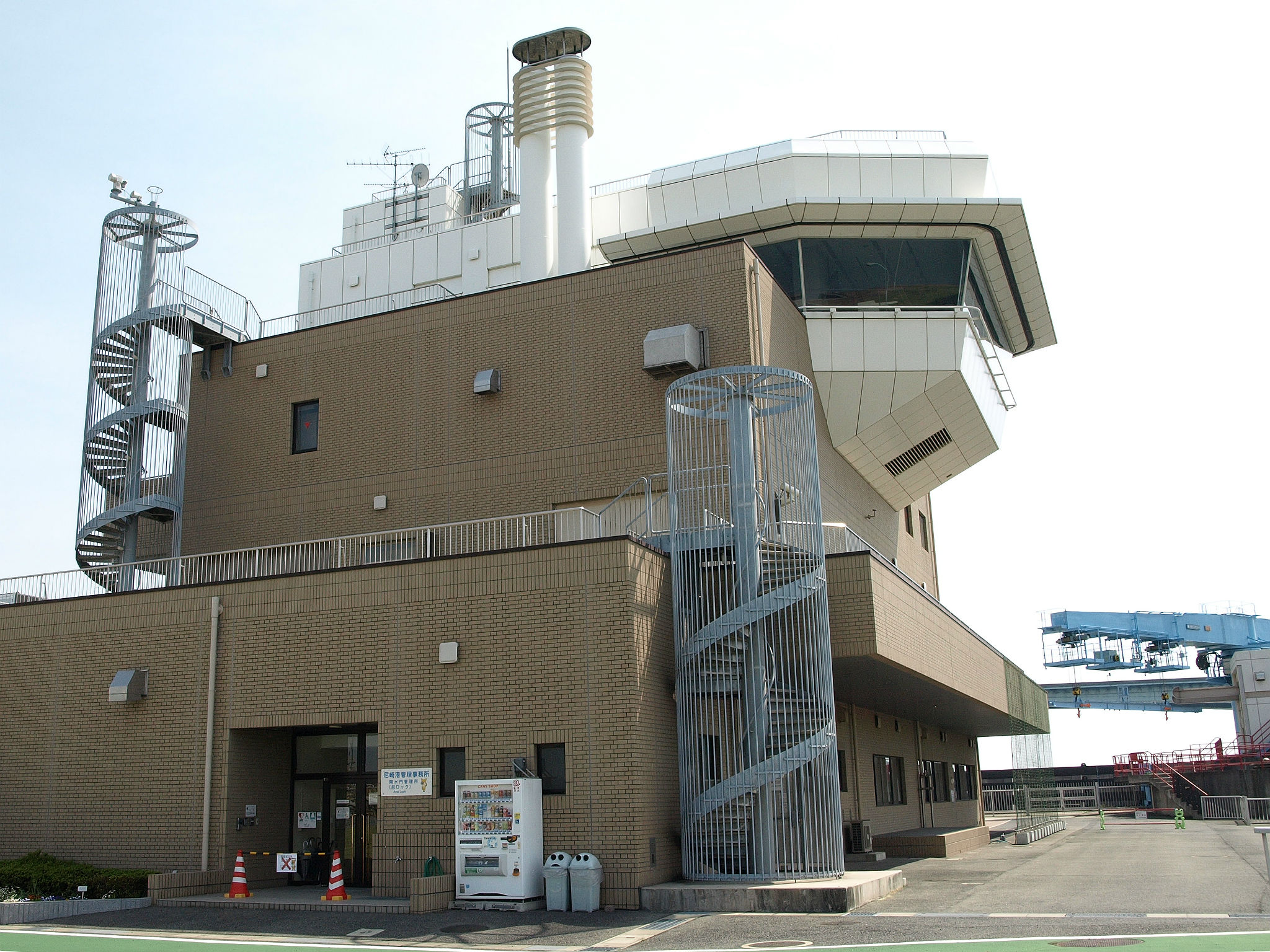
集中コントロールセンター

第1閘門の東に建つ監視施設。2基の閘門を終日無休で監視するほか、臨海部の運河に設置された水門の監視業務等、防災拠点としての機能も果たしている。
また1階には防災展示室、2階には展望デッキがあり、通常は団体予約による見学が可能となっている（#見学と交通手段を参照）。

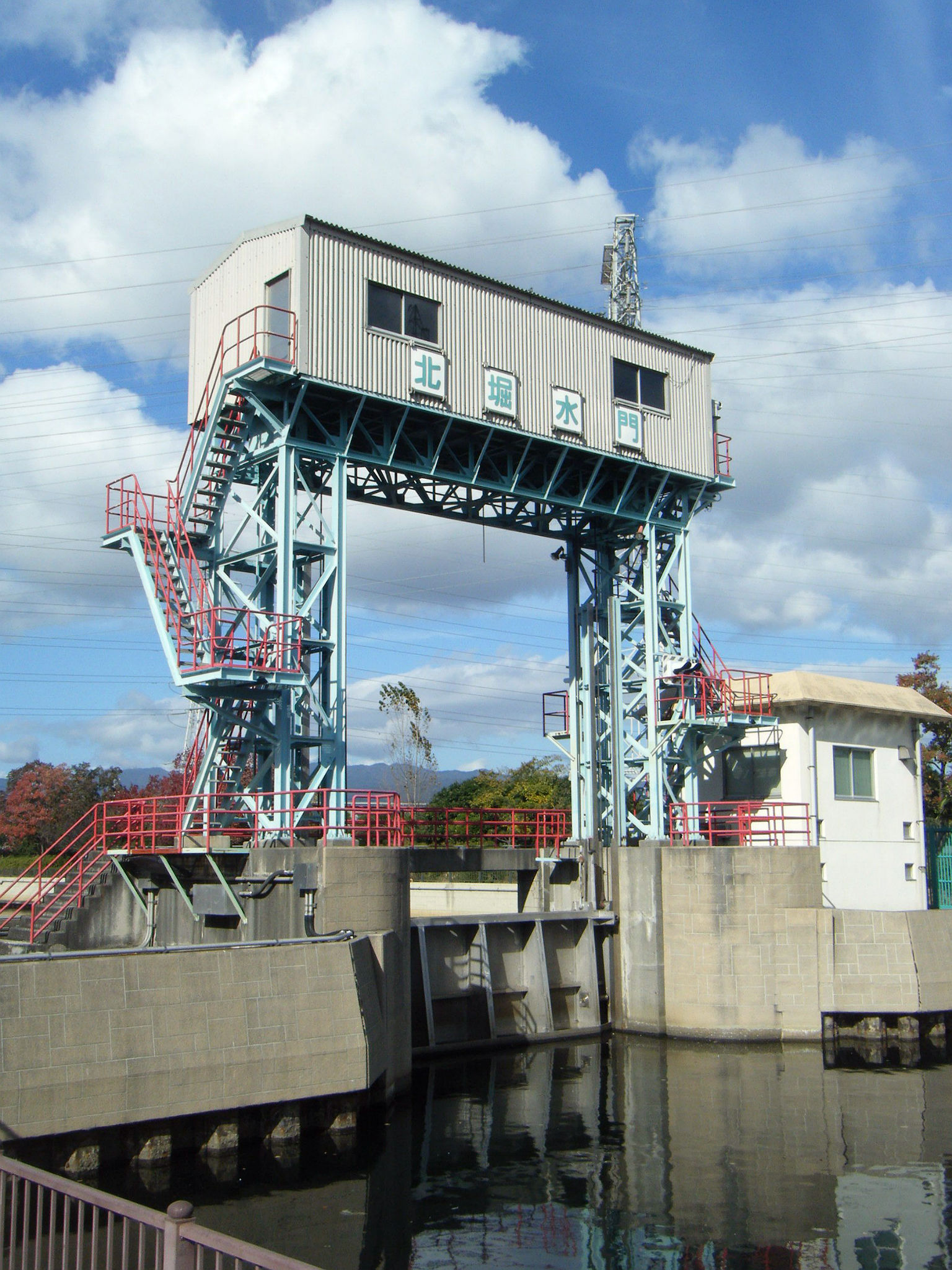
集中コントロールセンターにより監視される水門（北堀水門）

### 東浜排水機場

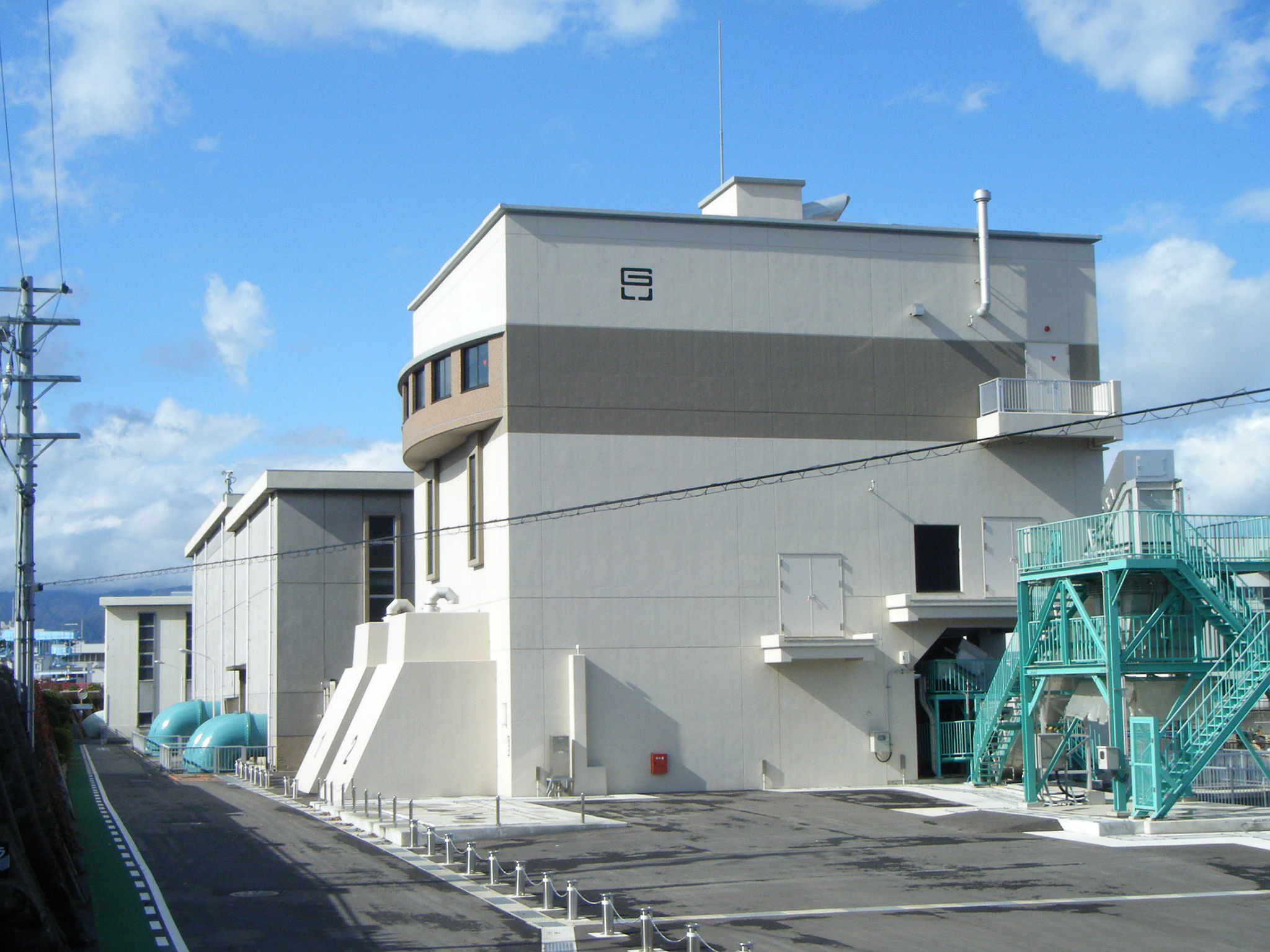
東浜排水機場　手前より新第1・第3・第2・旧第1

尼崎閘門の東に隣接する排水ポンプ場。降雨の際、防潮堤や閘門により閉鎖された運河内の水位上昇・浸水を防止する役目を担う。排水ポンプは10台設置されており、総排水量は毎秒72m3となっている。
2014年（平成26年）度より、改築された東浜第1排水機場が稼働している。本機場は、2011年（平成23年）の東日本大震災以前に設計されていたため、施工中に機器の高所設置や防水化など、震災以後に再想定された津波対策を行なった。

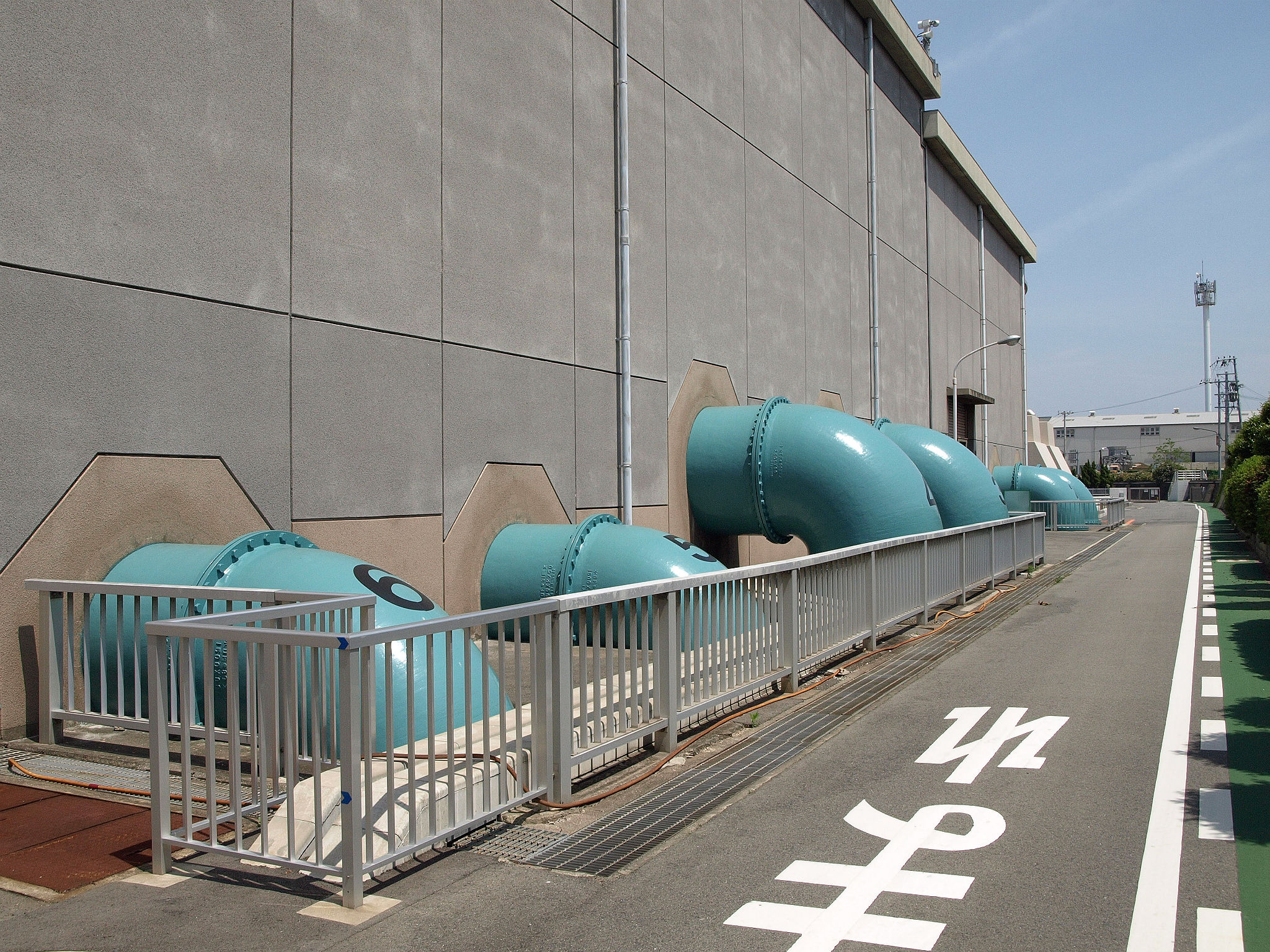
東浜第2・第3排水機場　吐出管

### その他施設等

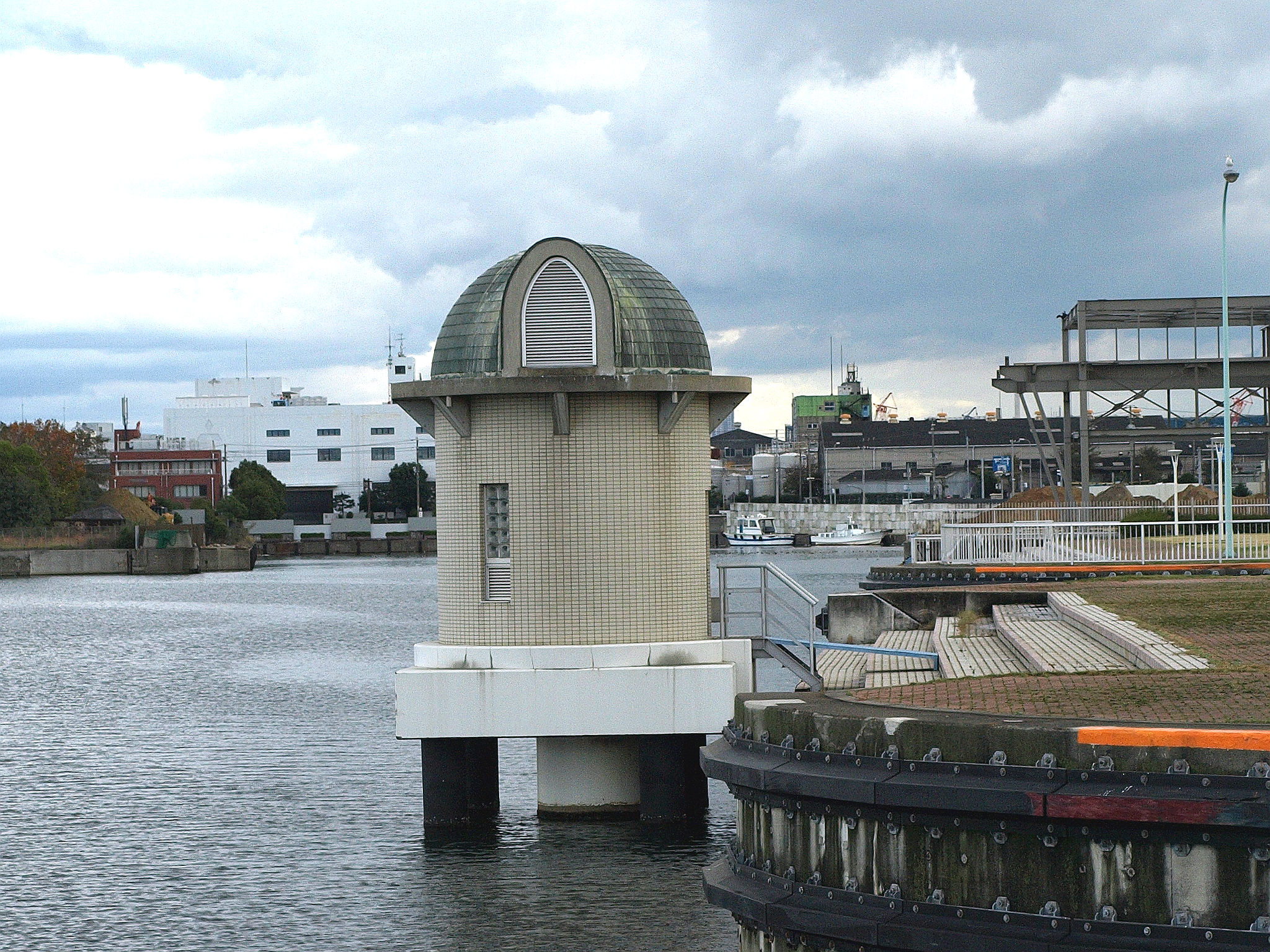
検潮所　画像の運河側と海側の2ヶ所に設置され、潮位を観測している。
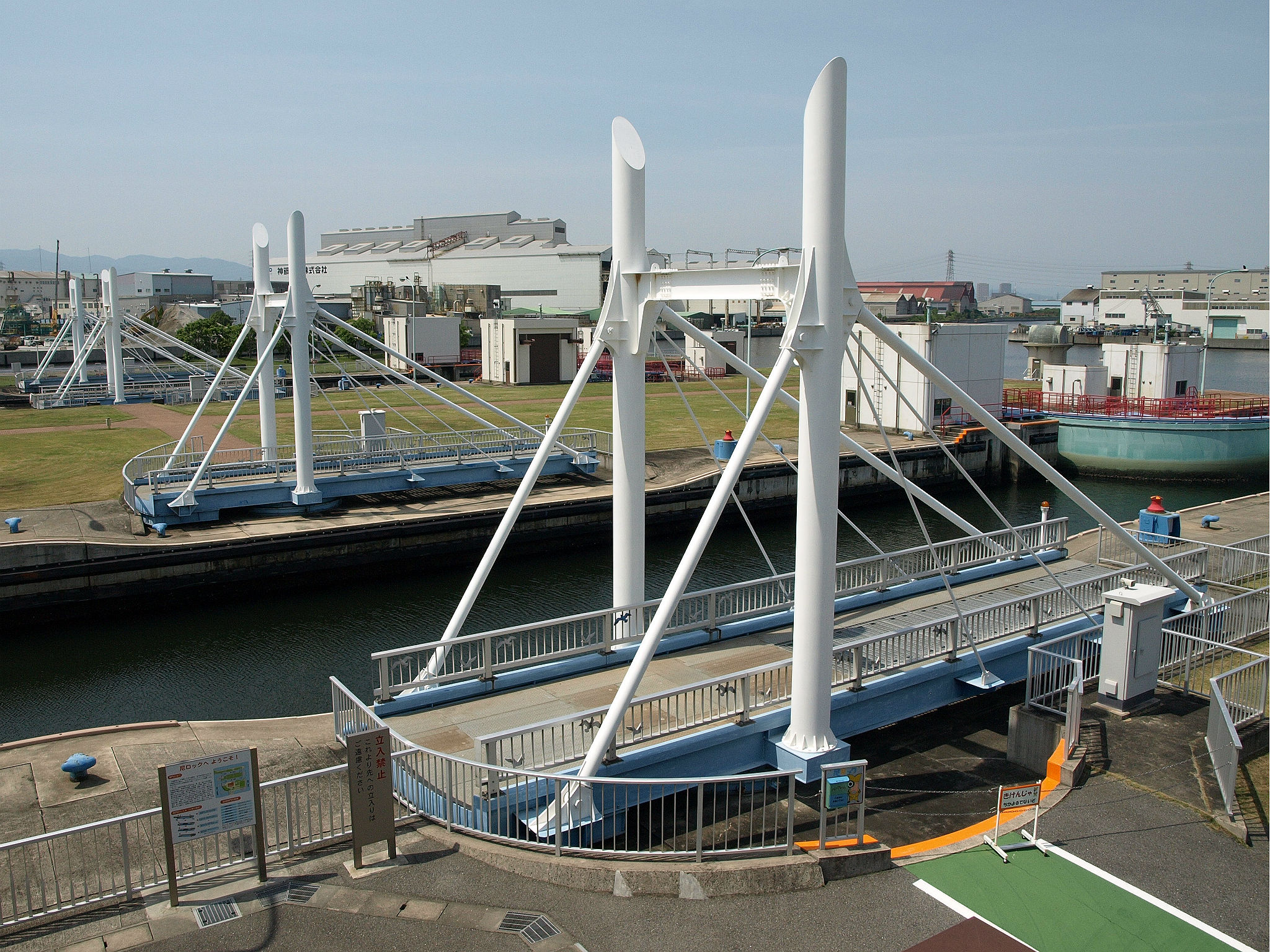
管理橋　各閘門に架けられた旋回式可動橋。通航のない時に橋桁を回して接続し、管理用車両等を通行させる。
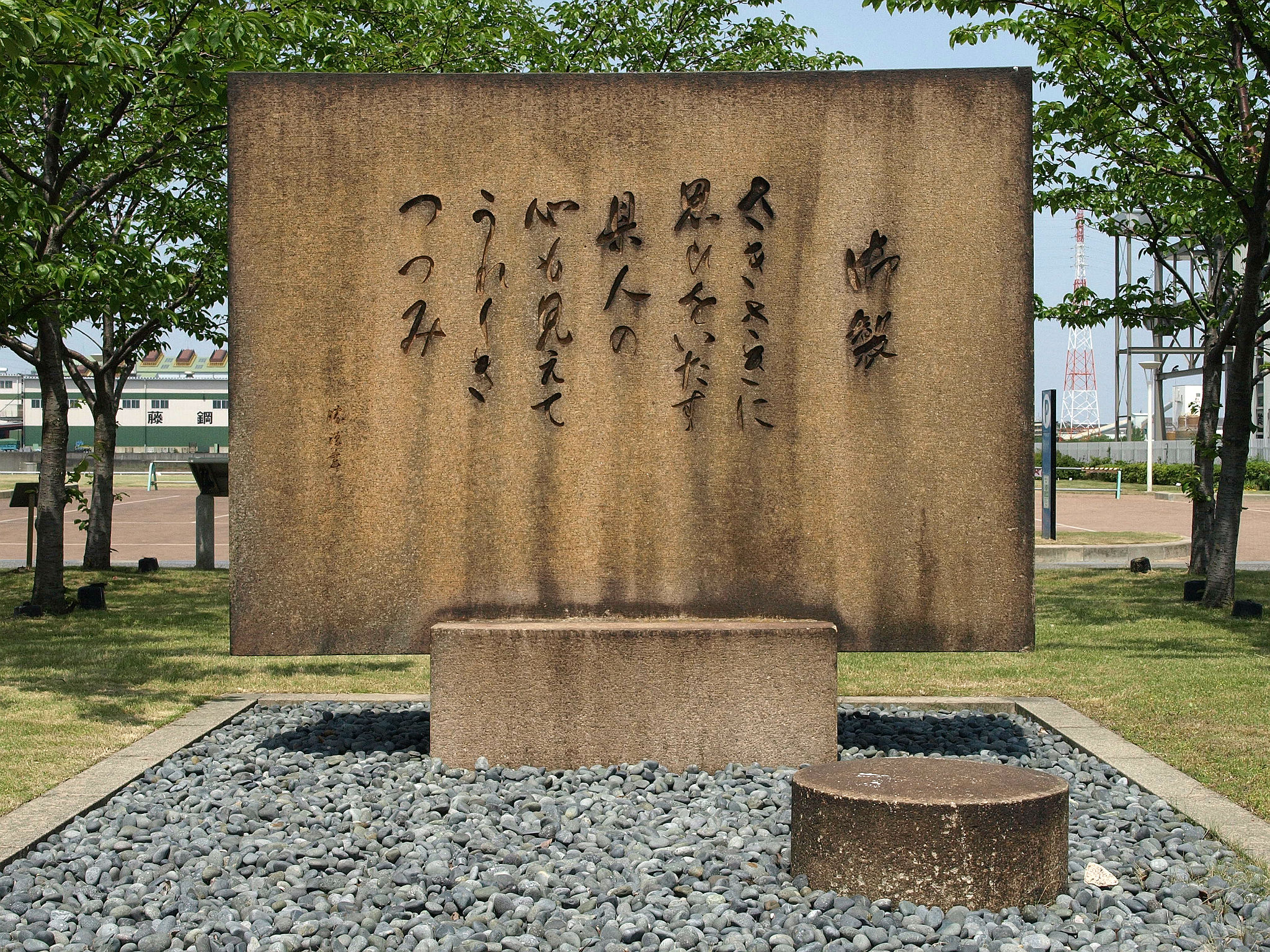
昭和天皇碑　防潮堤完成後、行幸時に詠まれた和歌が刻銘されている。
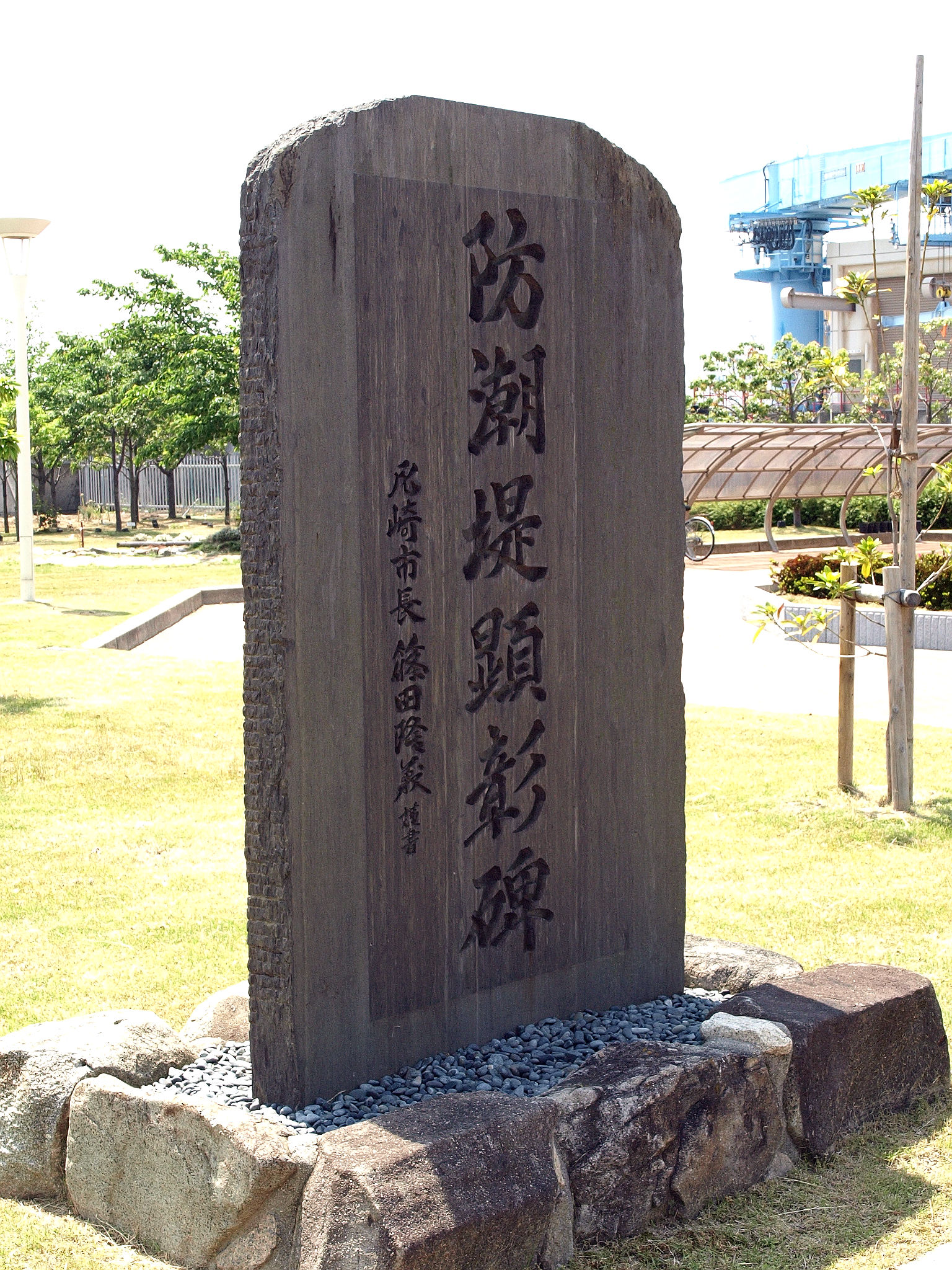
防潮堤顕彰碑　1974年（昭和49年）の防潮堤完成20周年を記念して建立された。
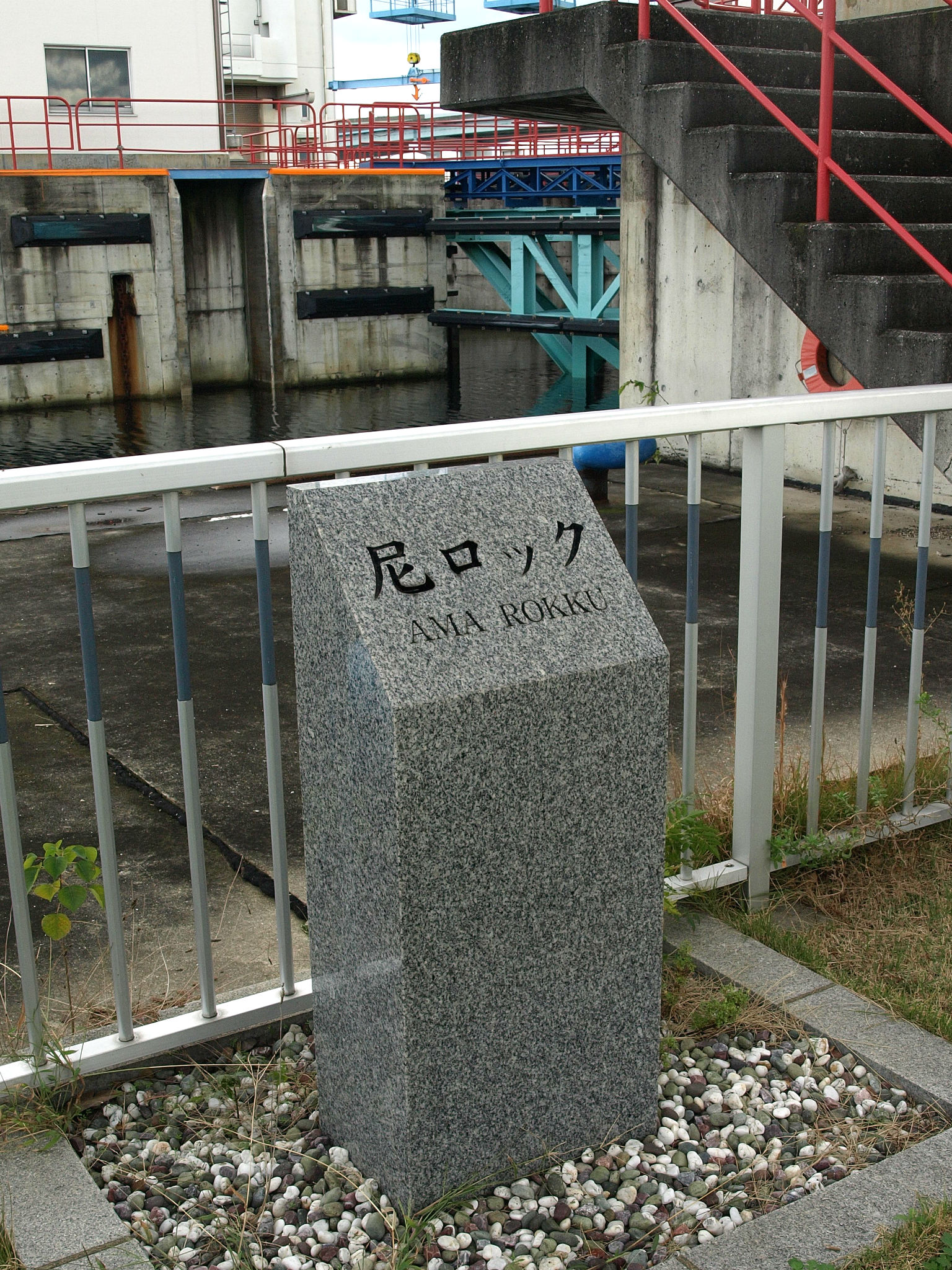
尼ロック AMA ROKKUと刻銘された石碑　施設西隣の公園にある。
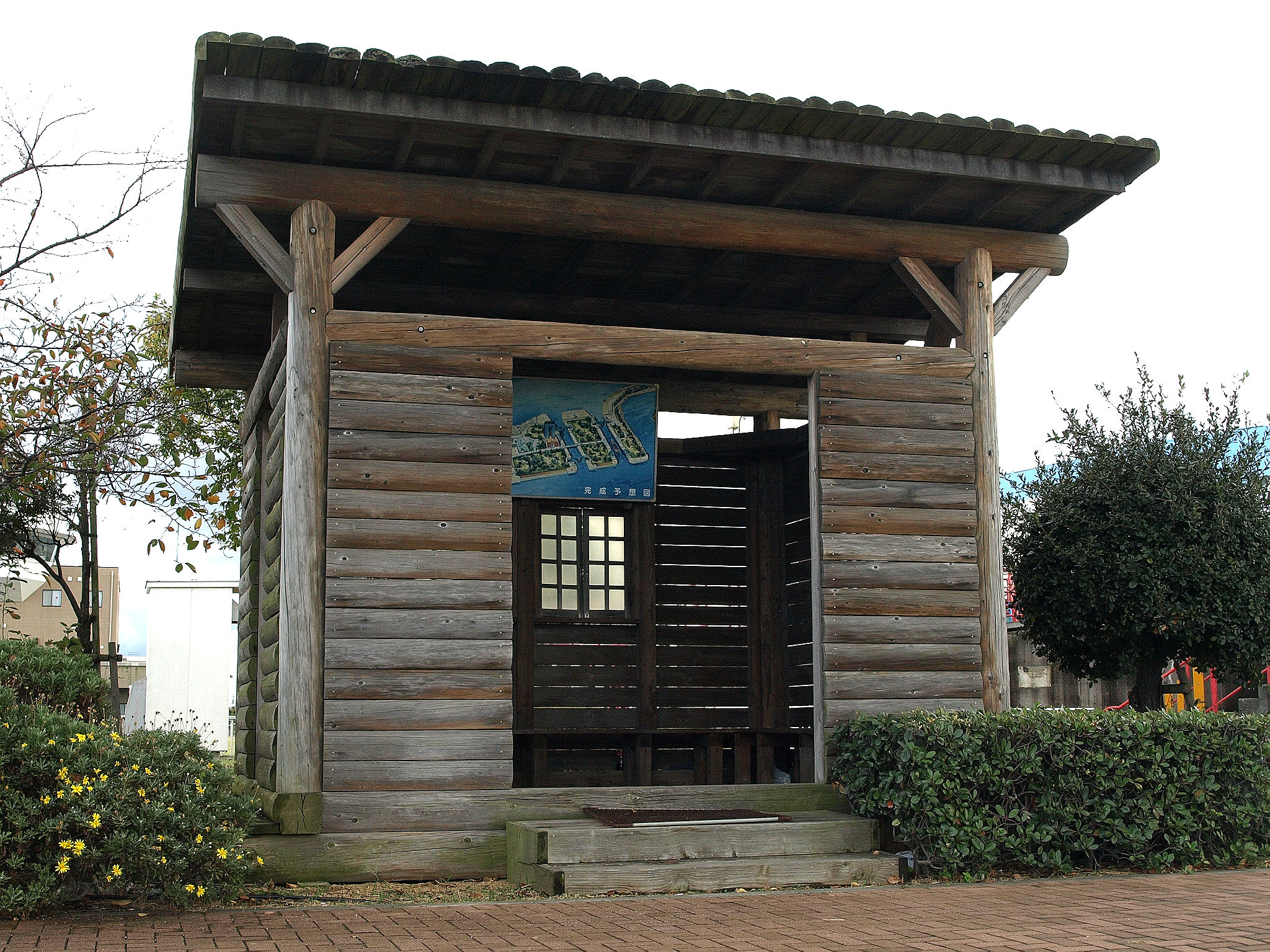
休憩所　施設西隣の公園にあるログハウス。旧閘門の基礎杭として使用された松杭を再利用している。

## 見学と交通手段

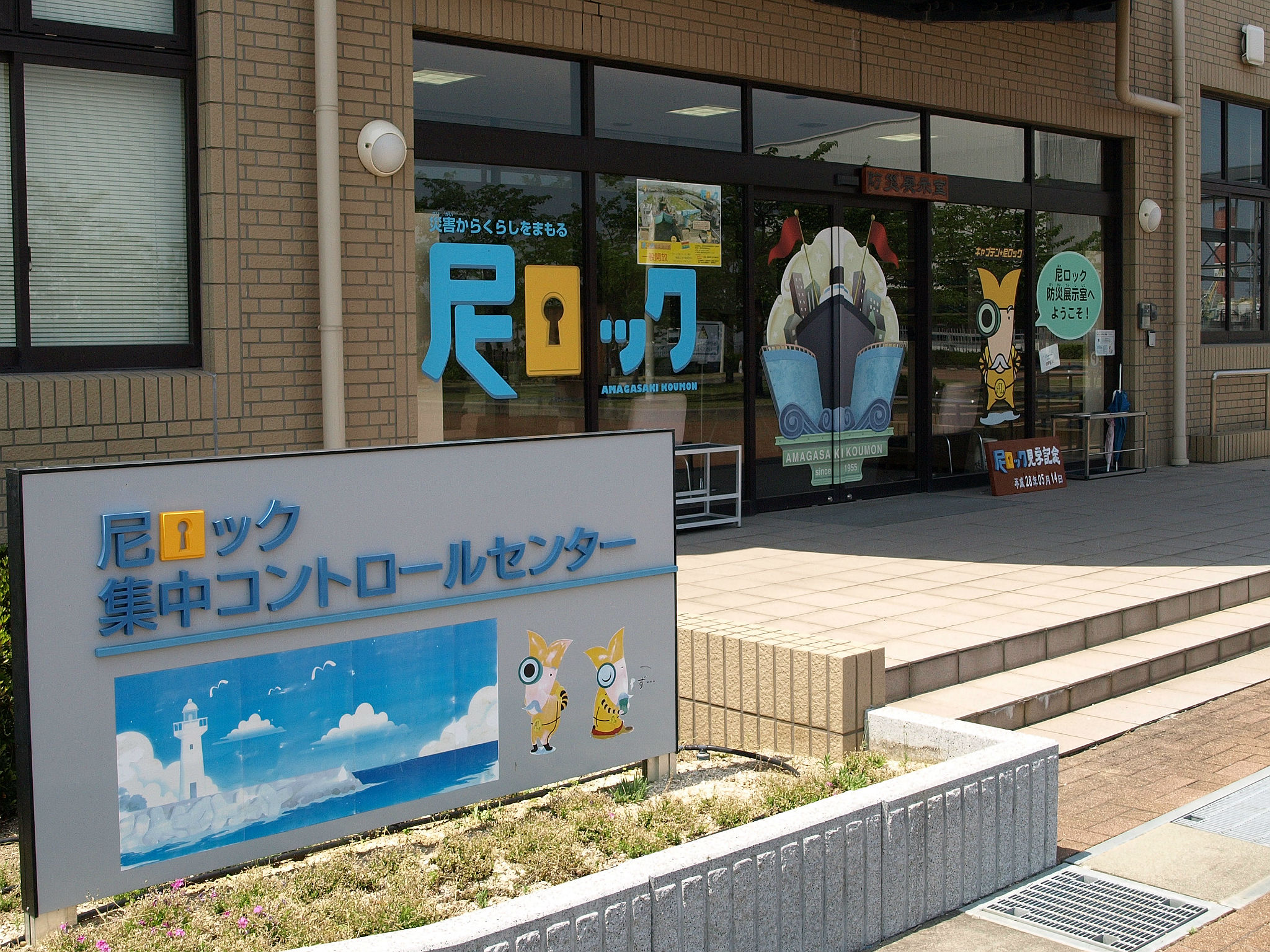
集中コントロールセンター1階にある、防災展示室

施設内の見学については通常、平日の団体予約のみ可能となっている。ただし期間限定で防災展示室や展望デッキが一般開放される場合がある。見学時は下記の交通手段にて施設東側より入場する。
- 阪神バス（尼崎市内線）「東海岸町」バス停下車　徒歩約5分

一方施設西隣の公園からは、第2閘門を中心に稼働状況が見られ、一般開放されていない日や個人でも見学が可能。ただし交通手段については、最寄にバス停があるものの便数が著しく少なく、近隣に駐車場もないため注意が必要である。
また、施設の横断（東側入口～西隣公園）は、一般には不可となっている。